# Lamorville
Lamorville település Franciaországban, Meuse megyében. Lakosainak száma 276 fő (2022. január 1.). Lamorville Chaillon, Dompierre-aux-Bois, Hannonville-sous-les-Côtes, Lacroix-sur-Meuse, Maizey, Rouvrois-sur-Meuse, Saint-Maurice-sous-les-Côtes, Seuzey, Valbois és Vigneulles-lès-Hattonchâtel községekkel határos.

## Népesség
A település népességének változása:
| Lakosok száma | 94   | 258  | 274  | 285  | 283  | 283  | 288  | 290  | 290  | 276  |
|               | 1968 | 1982 | 1990 | 2006 | 2013 | 2015 | 2017 | 2019 | 2020 | 2022 |